# 國立臺北護理健康大學

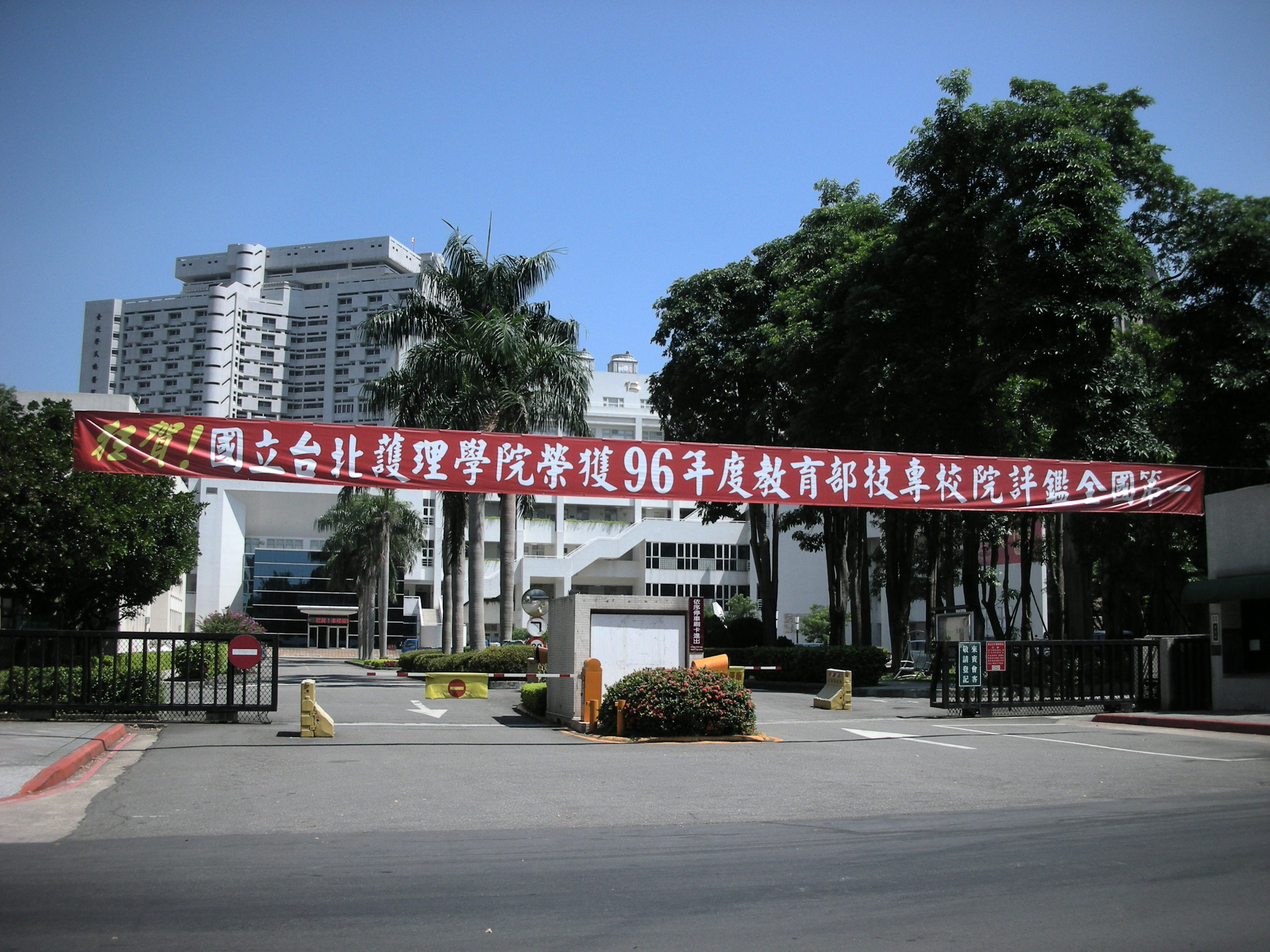
國立臺北護理學院校本部（2008年）

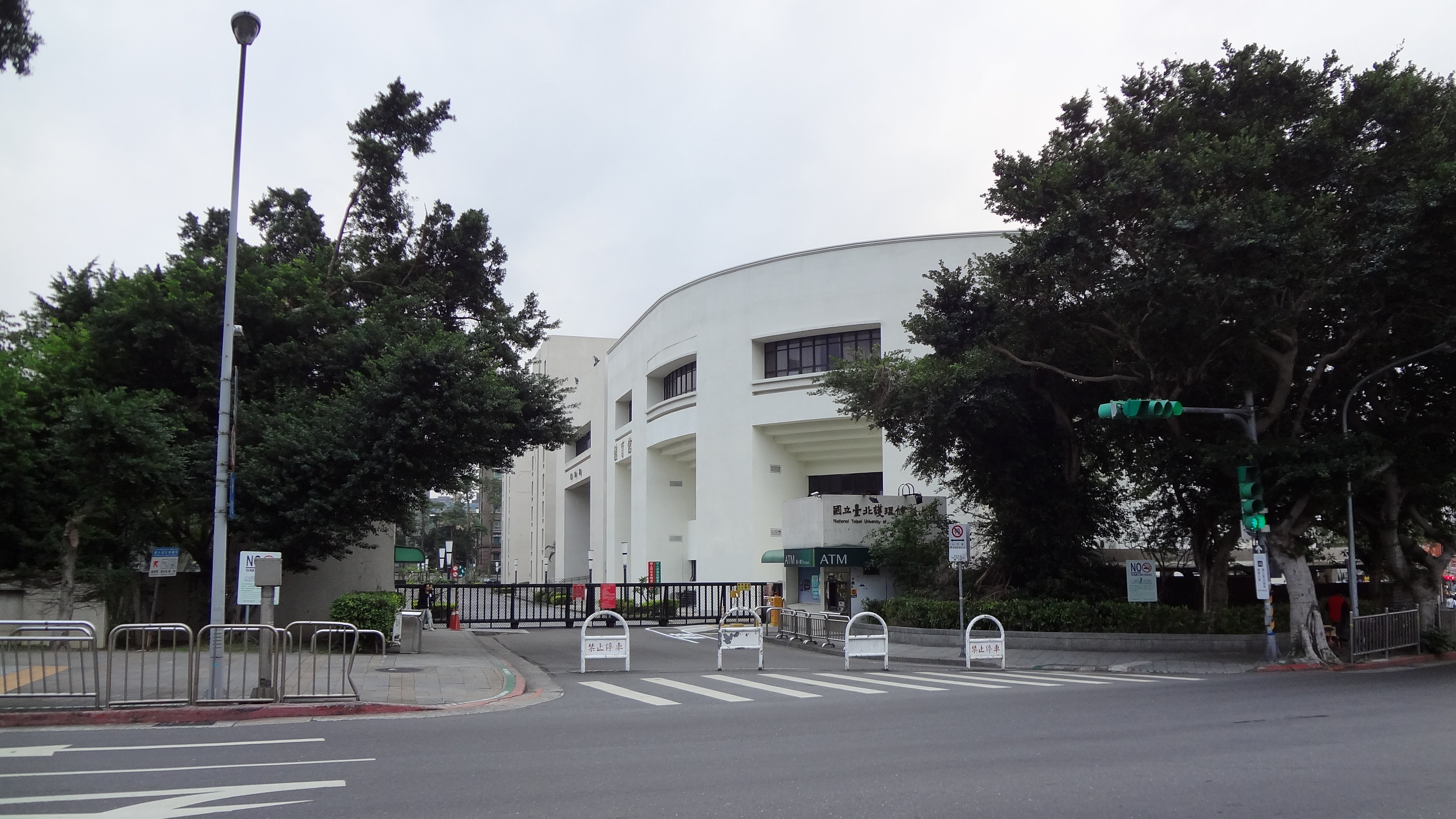
國立臺北護理健康大學校本部（2016年）

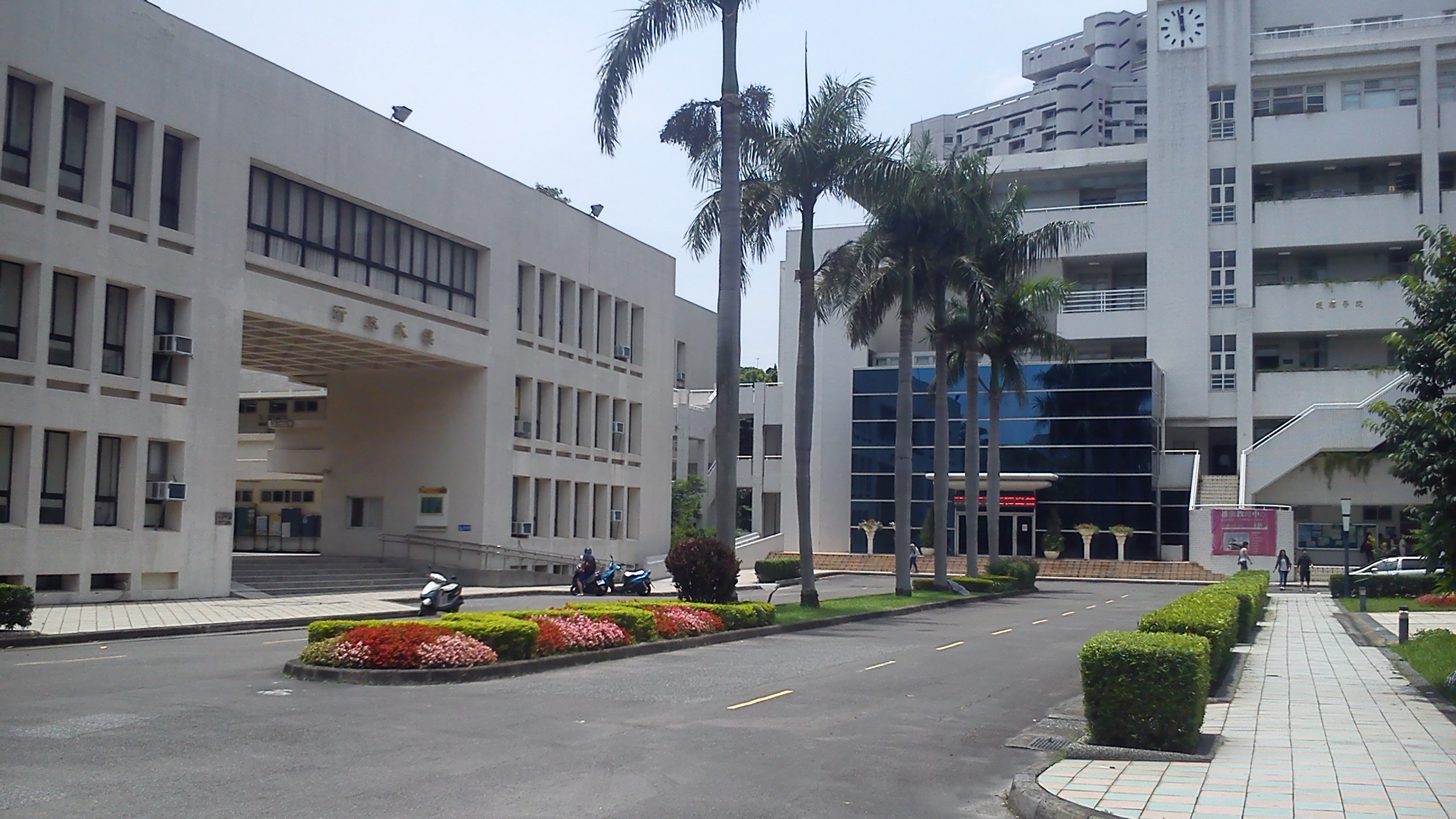
國立臺北護理健康大學校本部前門附近

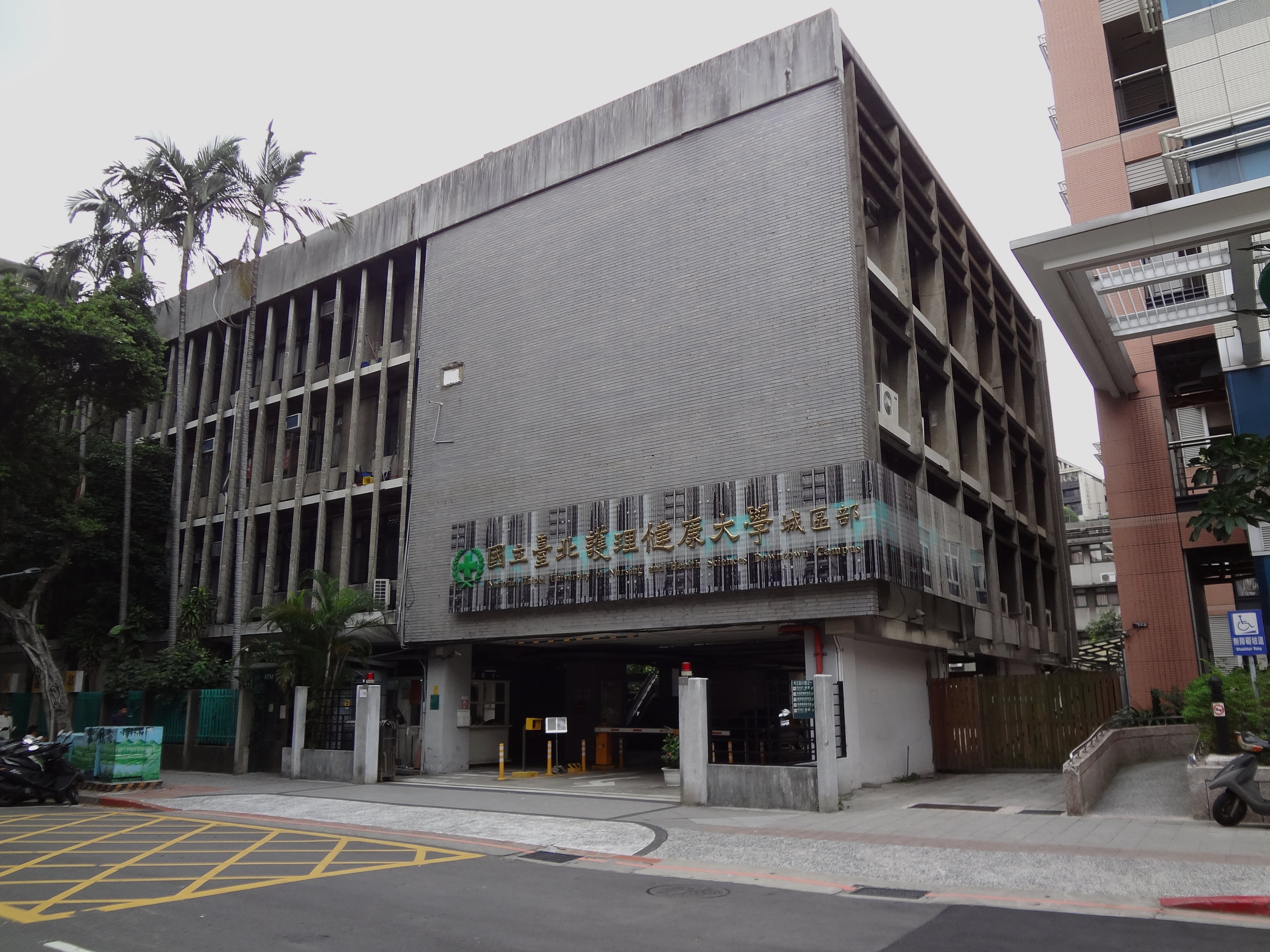
國立臺北護理健康大學城區部（2017年）

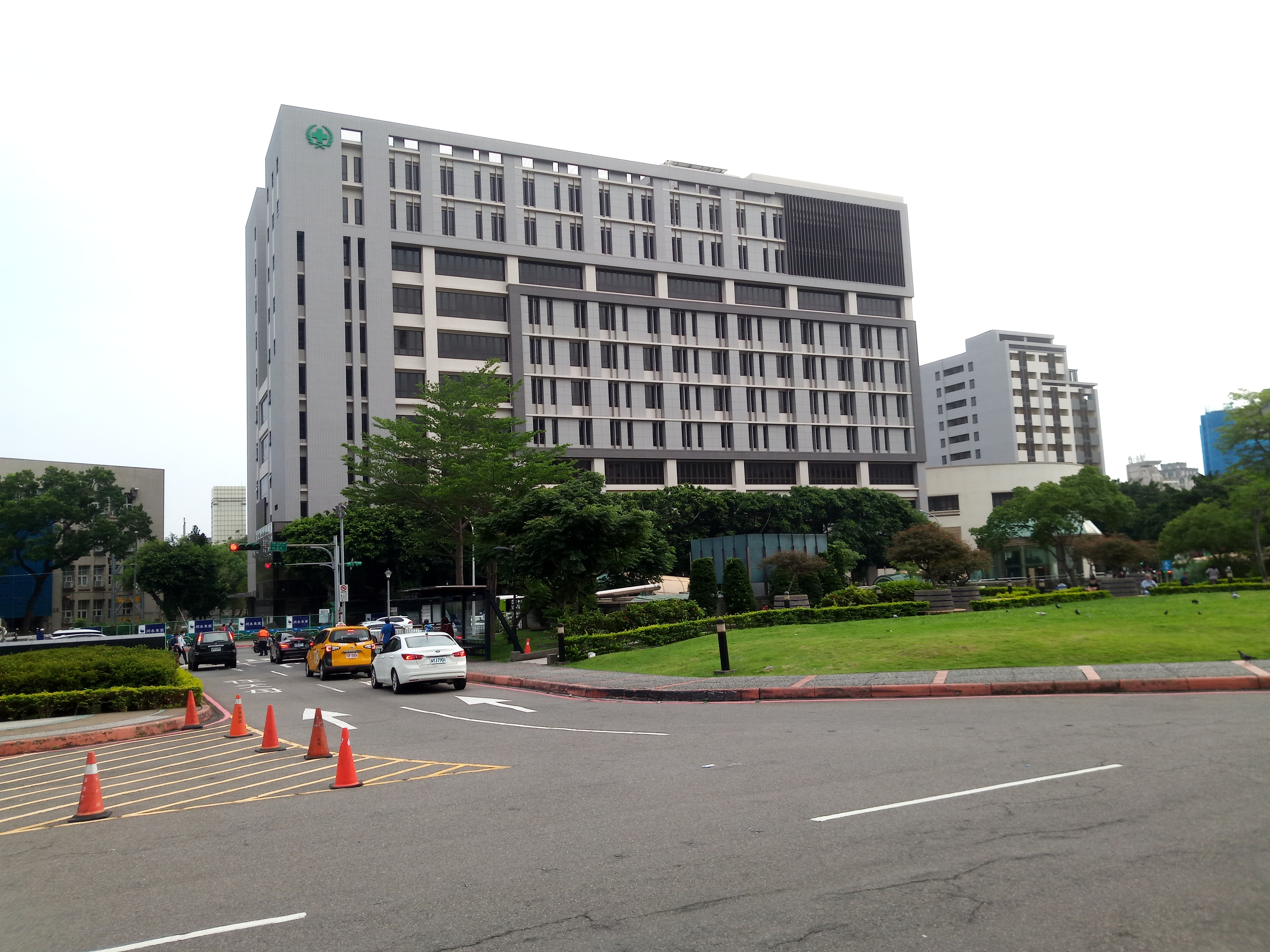
從臺北榮民總醫院拍攝的學思樓（2021年5月）

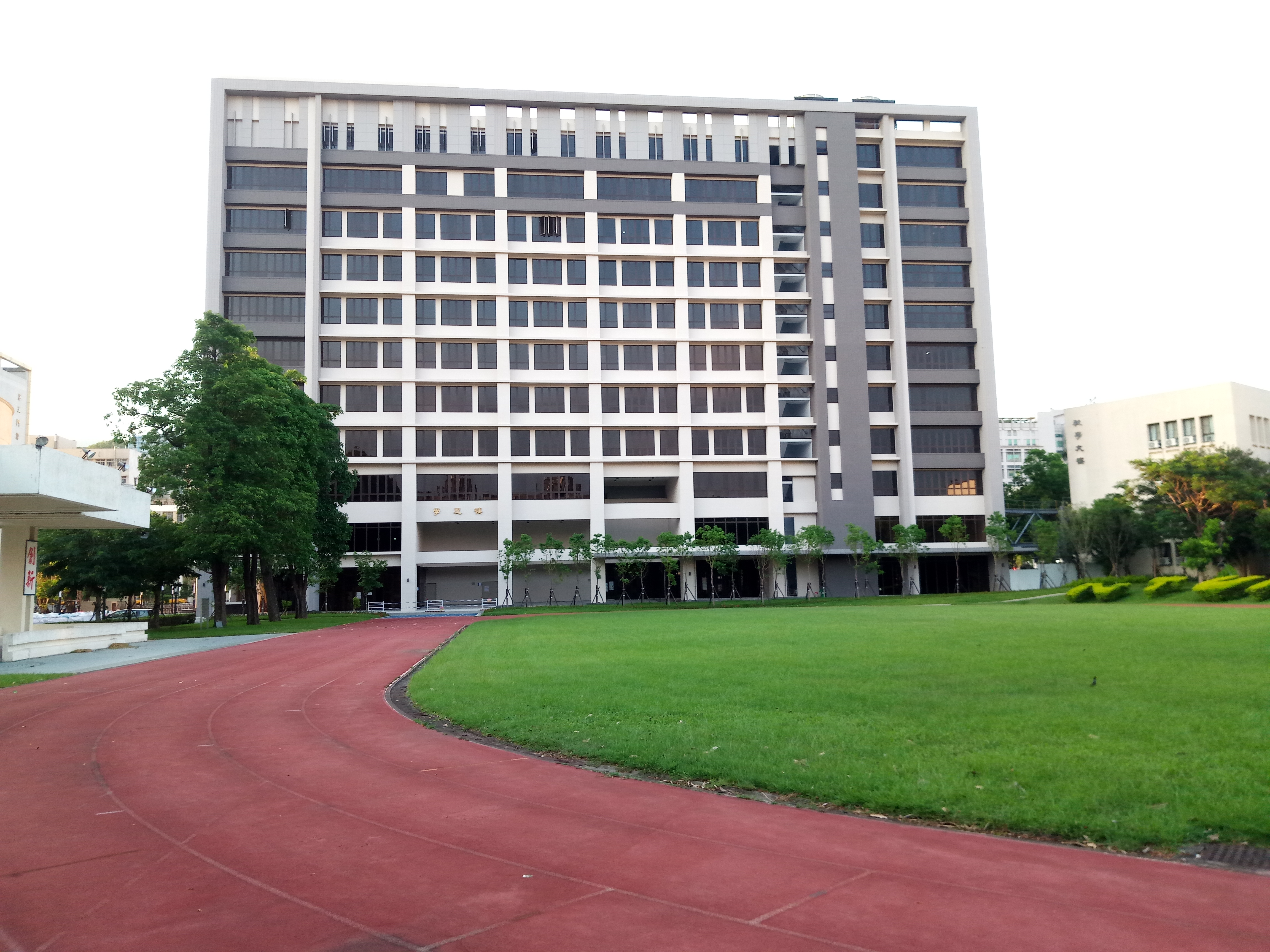
從校園中拍攝的學思樓（2021年7月）

國立臺北護理健康大學，簡稱臺北護大、國北護、北護大、北護，NTUNHS，是一所位於臺灣臺北市的國立科技大學，以教授健康科學為主，其中以護理學系為主要教學領域。內江街校址為城區部，目前已將僅語言治療與聽力學系、健康事業管理系、長期照護系等三所二系歸進校本部。該校除成立中西醫護理研究所、醫護教育研究所等特色系所外，是目前唯一設有助產學、語言治療、聽力學及生死學系所的國立大學。

## 沿革

### 高級職業學校時期
1947年臺灣省立臺北高級醫事職業學校成立，時為醫院的附屬學校，並以助產特科（二年制）為主。第一屆招生有34人，在1947年5月4日正式開學。設校初期因校舍無著，暫以臺大醫院撥借房屋兩間作為臨時校舍。1947年9月，政府擇定日治時期1915年－1937年期間的臺北州立臺北第三高等女學校（今臺北市立中山女子高級中學）與1937年－1945年期間原址新設的臺北州立臺北第四高等女學校（戰後與剩餘的州立臺北第一高女、第二高女學生合併成臺北市立第一女子高級中學校區萬華區內江街89號為校舍。
1953年改為三年制的護士職業學校，名稱改為臺灣省立臺北高級護理助產職業學校。
1954年正式成立臺灣省立護理專科學校，此時也開設了公共衛生護士訓練班、並有五年制的護理專科和夜間部課程。
1955年三月，始正式遷入中正區漳州街（已經併入中華路二段）3巷2號原臺灣省立臺北女子師範學校（今臺北市立大學校本部）學生宿舍。
1958年時任校長徐藹諸女士因感漳州街校址環境簡陋、場地狹窄，積極尋覓新校舍。當時臺灣省政府財源並不寬裕，徐校長乃多方奔走籌措經費。屢經艱難，終於徵收北投區石牌路二段210號土地七甲餘為新校址。在石牌新校舍興建完成前，自1963年暑期，暫時遷回萬華區內江街89號臺北高級護理助產職業學校上課，並將漳州街校舍讓與臺北市政府設置臺北市立古亭女子初級中學（今臺北市立古亭國民中學）。

### 專科學校時期
1963年改制為五專，並與臺灣省立護理專科學校合併。
1981年省制修改之後，改稱國立臺北護理專科學校，並引進許多現代化的醫療設備與國際交流。
1986年2月，北投區新校舍興建完成，全校遷入北投區明德路365號新址，新校區佔地七甲餘，環境清幽，是為校本部。

### 護理學院時期
1994年改制為國立臺北護理學院，設置護理系、醫護管理系。原有的三專與二專制停招。
1996年增設嬰幼兒保育系。
1998年增設護理研究所碩士班、醫護管理研究所碩士班。
2000年成立聽語障礙科學研究所碩士班，為華語區最早成立的語言治療及聽力學研究所，參考美國聽力語言學會的架構，培育碩士級別的語言治療師及聽力師。增設長期照護研究所碩士班、護理助產研究所碩士班、醫護教育研究所碩士班。
2001年增設嬰幼兒保育研究所碩士班、旅遊健康研究所碩士班、生死教育與輔導教育研究所碩士班、中西醫結合護理研究所碩士班。
2002年增設運動保健系、資訊管理系。
2004年增設資訊管理研究所。
2005年增設護理研究所博士班。
2007年增設國際護理碩士班、運動保健研究所。
2008年醫護管理系改名健康事業管理系。
2009年聽語障礙科學研究所成立聽語中心，提供語言、言語、嗓音、吞嚥、聽力及聽覺復健之服務。

### 護理健康大學時期
2010年奉教育部核准，改名國立臺北護理健康大學。
2012年奉准設立「生死與健康心理諮商系」四年制。
2014年成立長期照護系二年制。
2015年成立語言治療與聽力學系、休閒產業與健康促進系。
2016年成立高齡健康照護系、學士後護理系、助產及婦女健康照護系、醫護教育暨數位學習系二年制，並將醫護教育研究所改名為醫護教育暨數位學習碩士班。
2017年嬰幼兒保育系開辦國際蒙特梭利碩士專班。
2018年助產及婦女健康照護系更名為護理助產及婦女健康系。
2019年中西醫結合護理研究所碩士班併入護理系，成為中西醫結合護理碩士班。設立「學士後長期照護多元培力專班」。
2021年成立智慧健康照護跨領域學院。

## 歷任校長
| 任別   | 姓名   | 起始日期   | 卸任日期   |
| ------ | ------ | ---------- | ---------- |
| 首任   | 譚素容 | 1947年2月  | 1948年3月  |
| 第二任 | 夏德貞 | 1948年3月  | 1958年3月  |
| 第三任 | 徐藹諸 | 1958年3月  | 1978年7月  |
| 第四任 | 朱寶鈿 | 1978年8月  | 1981年7月  |
| 第五任 | 沈 蓉  | 1981年8月  | 1990年7月  |
| 第六任 | 林壽惠 | 1990年8月  | 2001年5月  |
| 第七任 | 鐘聿琳 | 2001年3月  | 2009年10月 |
| 第八任 | 黃秀梨 | 2009年11月 | 2013年7月  |
| 第九任 | 謝楠楨 | 2013年8月  | 2021年7月  |
| 第十任 | 吳淑芳 | 2021年8月  | 至今       |

## 教學單位
| 護理學院 | 護理系（含四年制學士班、二年制學士班、二年制進修日間學士班、二年制進修學士班、碩士班、碩士在職專班、中西醫結合護理碩士班、博士班、學士後護理系） | 護理助產與婦女健康系（含二年制學士班、護理助產碩士班） |
| 護理學院 | 高齡健康照護系 | 醫護教育暨數位學習系（含二年制學士班、碩士班）         |
| 護理學院 | 護理學院國際碩士班 | 護理學院國際護理助產碩士班                             |

| 健康科技學院 | 健康事業管理系（含二年制學士班、二年制進修學士班、四年制學士班、碩士班、碩士在職專班、國際班） | 資訊管理系（含四年制學士班、碩士班）                         |
| 健康科技學院 | 休閒產業與健康促進系（含四年制學士班、碩士班、碩士在職專班）                                   | 長期照護系（含二年制學士班、碩士班、學士後長期照護學位學程） |
| 健康科技學院 | 語言治療與聽力學系（含四年制學士班、碩士班）                                                   | 健康科技學院碩士班                                           |

| 人類發展與健康學院 | 嬰幼兒保育系（含二年制學士班、四年制學士班、碩士班） | 運動保健系（含四年制學士班、碩士班、碩士在職專班） |
| 人類發展與健康學院 | 生死與健康心理諮商系（含四年制學士班、碩士班）       |                                                    |

| 智慧健康照護跨領域學院 | 智慧健康科技技優專班 | 高齡健康暨運動保健技優專班 |

## 校園
- 行政大樓
- 校園池塘
- 幸福森林講堂
- 人類發展與健康學院
- 爾雅樓

## 合作醫院
| 臺北市立聯合醫院                   |                                                      |
| 臺北榮民總醫院                     | 位於臺北市北投區，於國立臺北護理健康大學校本部隔壁。 |
| 國立臺灣大學醫學院附設醫院         |                                                      |
| 國立臺灣大學醫學院附設醫院北護分院 | 位於臺北市萬華區，於國立臺北護理健康大學城區部隔壁。 |
| 天主教耕莘醫院                     | 位於新北市新店區。                                   |
| 振興醫療財團法人振興醫院           |                                                      |

## 海外研修
國立臺北護理健康大學與多所國外大學院校簽署協定，每年定期送學生赴海外研修
| 新加坡新加坡國立大學         | 本校護理系學生                         |
| 大韓民國首爾女子護理大學     | 本校護理系、幼保系及健管系學生         |
| 印度尼西亞艾西亞健康學院     | 本校護理系學生                         |
| 中华人民共和国福建醫科大學   | 本校大學部學生                         |
| 中华人民共和国南方醫科大學   | 本校學生（含研究所）                   |
| 欧盟歐洲聯盟語言治療暑期學校 | 本校語言治療與聽力學系學生（含研究所） |
| 美国南加州大學醫學院附設醫院 | 本校語言治療與聽力學系碩士班學生       |

## 姊妹校
已與19國家共218所學研機構與企業，建立了合作夥伴關係。
歐洲: 愛爾蘭1所、英國3所、捷克1所
美洲:美國11所
亞洲:印尼72所、中國大陸11所、蒙古3所、越南2所、泰國2所、新加坡1所、韓國1所、日本1所
大洋洲: 澳洲4所、紐西蘭2所
非洲: 布吉納法索1所

## 雙聯學位
國立臺北護理健康大學目前與共4所國外大學及2所專業學院簽署雙聯學位及證照課程協定
| 護理系 | - 英国：貝德福德大學 - ：昆士蘭大學 - ：昆士蘭科技大學     |
| 資管系 | - ：昆士蘭科技大學 - 美国：安得烈大學 (Andrews University) |
| 健管系 | - ：迪肯大學                                               |
| 休健系 | - ：William Angliss Institute 證照課程                     |
| 運保系 | - ：昆士蘭科技大學 - ：Box Hill Institute Fitness 證照課程 |

## 外部連結
- 國立臺北護理健康大學（页面存档备份，存于）（繁體中文）